# ووان
ووان (بالصينية: 武安) هي مدينة من مدن الصين.